# HAPS
HAPS (Akronym für Haushalts-Allerlei praktisch serviert) war eine Koch- und Haushaltssendung im Fernsehen der DDR.

## Sendung
HAPS wurde im Ostseestudio Rostock als Nachfolger der Reihe Der Fernsehkoch empfiehlt produziert, die Ausstrahlung erfolgte monatlich dienstags im Vorabendprogramm. Inhalte waren neben Kochrezepten auch verschiedene Küchen- und Haushaltstipps, Anleitungen für Mixgetränke und die Vorstellung aktueller Haushaltsgeräte. „Prominente kochen bei HAPS“ war dabei eine feste Rubrik in der Sendung.

## Sonstiges
Kurz nach der Wende, in einer der letzten Episoden von HAPS, war der ZDF-Fernsehkoch Max Inzinger zu Gast und erklärte den Zuschauern des DDR-Fernsehens, wie man eine Kiwi richtig isst.
In der Reihe DDR-TV-Archiv erschien 2014 die Doppel-DVD Das Beste aus dem Ratgeber-TV, welche die erste Folge von HAPS vom 5. Dezember 1983 enthält. In dieser Episode wird unter anderem das Handrühr- und Mixgerät „AKA electric RG28“ aus dem Kombinat VEB Elektrogerätewerk Suhl vorgestellt.

## Haps-Flip
Zu einer gewissen Bekanntheit kam ein Haps-Flip genannter Cocktail, der in einer Sendung von 1983 zubereitet wurde. Das Getränk ist an den Flip angelehnt und enthält Bier, Rotwein, Milch, Zucker, ein Ei und Pfeffer. In den 2020er Jahren verbreitete sich das Originalvideo aus der HAPS-Sendung auf Instagram, TikTok und YouTube, was ein gewisses Revival des Drinks zur Folge hatte. So wurde der Ausschnitt auch in der ZDF-Show Welke & Pastewka eingespielt, nachdem der Drink von Oliver Welke, Bastian Pastewka und dem Gast Olaf Schubert probiert worden war.